# Оборище (улица в София)
Вижте пояснителната страница за други значения на Оборище.
„Оборище“ е основна, централна улица в София. Името си носи от 1892 г., а преди това се е наричала ул. „Плевенска“ (1883).
Започва в района на ул. „Раковски“ и трасето ѝ преминава от двете страни на храм-паметника „Св. Александър Невски“. Пресича се с основни пътища в София като бул. „Васил Левски“, бул. „Христо и Евлоги Георгиеви“ и достига до бул. „Ситняково“.

## Обекти
Улица „Оборище“ пресича площад „Александър Невски“ с православната катедрала „Свети Александър Невски“.
На самата улица или непосредствено до нея са разположени множество значими обекти, сгради и иституции в София:
Северна страна
- Галерия за чуждестранно изкуство (ул. „19 февруари“ №1)
- Национална католическа организация „Каритас България“ (№9)
- Къщата на Велизар Пеев – днес посолство на Нидерландия (№15). Проектирана е през 1930 г. от архитектурното бюро на Иван Васильов и Димитър Цолов.
- НМУ „Л. Пипков“ (№17)
- Къщата на Крум Чапрашиков (№19)
- Къщата на Анджело Куюмджийски – днес резиденция на френския посланик (№27)
- Къщата на Горгас – днес посолство на Франция (№29). Сградата е построена през 1908 година по проект на архитектите Кирил Маричков и Георги Фингов.
- Жилищната сграда на Елиза Славчева (№43), една от първите сгради в София с железобетонна конструкция
- Къщата на Марин Устагенов (№61)

Южна страна
- Свети синод на Българската православна църква (ул. „Оборище“ №4)
- Национална художествена академия (ул. „Шипка“ №1)
- Народна библиотека „Св. св. Кирил и Методий“ (бул. „Васил Левски“ №88)
- Докторската градина
- Пета софийска прогимназия „Антим I“, днес 129 ОУ „Антим I“, и 164 ИЕГ „Мигел де Сервантес“ (ул. „Султан тепе“ №1)

Сградата е построена през 1912 година по проект на Кирил Маричков и Георги Фингов
- Детска градина №151 „Леда Милева“ (№94 – 96; построена като жилище на Едуард Наудашер в началото на XX век)

На пресечката на ул. „Оборище“ с бул. „Евлоги и Христо Георгиеви“ от двете страни се издигат две сгради с нетипични за българската архитектура готически кули, огледални копия една на друга – къщата на Юлиан Парушев и къщата на Иван Парушев. Проектира ги арх. Никола Лазаров.